# Diensthabendes System der Luftverteidigung
Das Diensthabende System (DHS) der Luftverteidigung der DDR war ein in den Warschauer Pakt integriertes Alarm- und Bereitschaftssystem von Einheiten und Verbänden der Luftverteidigung. Seitens der Nationalen Volksarmee waren die Funktechnischen Truppen, die Fla-Raketentruppen und die Jagdfliegerkräfte der Luftstreitkräfte/Luftverteidigung (LSK/LV) und Teile der Flugabwehrraketenkräfte der Truppenluftabwehr in das DHS eingebunden. Zusätzlich war die Verfügbarkeit der technisch/logistischen Unterstützung durch die sogenannten sicherstellenden Einheiten erforderlich. Bei Bedarf wurden Kampfhubschrauber der Armeefliegerkräfte und die Grenztruppen in die Durchsetzung der Lufthoheit einbezogen.
Das DHS wurde als eine Gefechtsaufgabe in Friedenszeiten angesehen.

## Führung
Die Führung der Luftverteidigung der Warschauer Vertragsorganisation basierte auf den Grundlagen, die durch den Stab der Vereinten Streitkräfte der Teilnehmerstaaten des Warschauer Vertrages erarbeitet und erlassen wurden.
Aufgrund eines Abkommens von 1964 zwischen der DDR und der Sowjetunion wurde das DHS zentral durch den Oberkommandierenden der Gruppe der Sowjetischen Streitkräfte in Deutschland (GSSD) und seinen Stab und über den Chef der Luftstreitkräfte/Luftverteidigung der NVA geführt. Die Autorität zur Feuereröffnung bei Luftraumverletzungen lag bei den Vertretern der sowjetischen Streitkräfte. Eine Anwendung von Waffengewalt gegen zivile Luftfahrzeuge sahen die Bestimmungen der NVA nicht vor.
1987 wurde durch den Nationalen Verteidigungsrat der DDR festgestellt, dass die Regelungen zur Durchsetzung der Lufthoheit gegen Luftraumverletzer nicht eindeutig geregelt sei und daher eine Überarbeitung der Vorschriften und Verfahren erforderlich sei. Zu einer vollständigen Umsetzung der eingeleiteten Maßnahmen kam es aufgrund der Wende nicht.
Dem Führungssystem standen zur Verfügung
Der Zentrale Gefechtsstand der sowjetischen Luftverteidigung in der DDR in Wünsdorf mit den Gefechtsständen:
- 71. Jagdfliegerkorps in Wittstock
  - 16. Gardejagdfliegerdivision in Damgarten
- 61. Gardejagdfliegerkorps in Lutherstadt Wittenberg
  - 6. Gemischte Gardefliegerdivision in Merseburg
  - 126. Jagdfliegerdivision in Zerbst
- der zugehörigen Fla-Raketenbrigaden/-Regimenter, Jagdfliegergeschwader, Funktechnischen Truppen.

Der Zentrale Gefechtsstand der Luftstreitkräfte/Luftverteidigung der NVA in Fürstenwalde mit den Gefechtsständen:
- 1. Luftverteidigungsdivision (NVA) in Cottbus
- 3. Luftverteidigungsdivision (NVA) in Neubrandenburg
- der zugehörigen Fla-Raketenbrigaden/-Regimenter, Jagdfliegergeschwader, Funktechnischen Truppen.

## Kräfte im DHS

### Fliegende Verbände

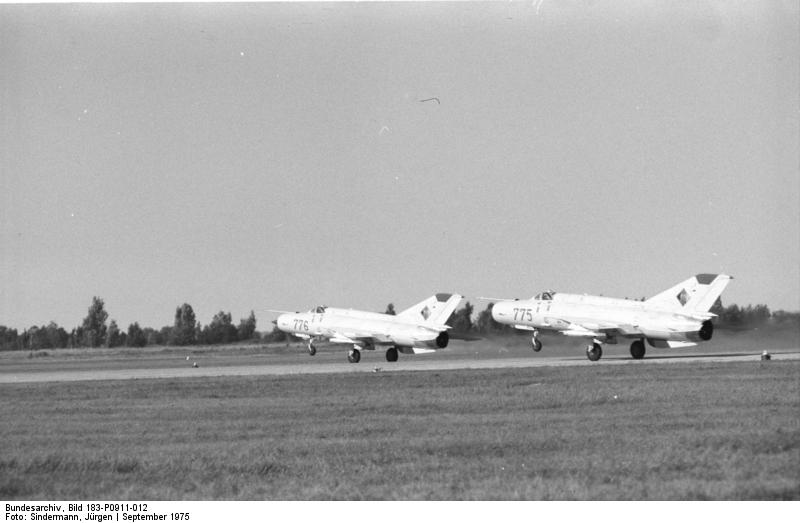
Jagdflugzeuge der LSK/LV

Im Frieden wurden für das DHS die folgenden Mittel mit einer Startzeit von 8 bis 10 Minuten bereitgehalten:
- 20 Kampfhubschrauber (davon NVA: 7)
- 26 Jagdflugzeuge (davon NVA: 12)

### Fla-Raketentruppe/Truppenluftabwehr
Die Fla-Raketenabteilungen der LSK/LV und die Fla-Raketenregimenter der Landstreitkräfte der NVA und der GSSD waren in ihren Friedensstationierungsorten in das DHS eingebunden. Feuerbereitschaft war innerhalb von 4 bis 8 Minuten hergestellt.
Für die Fla-Raketentruppe wurden vier Bereitschaftsstufen (BSFAR – Bereitschaft zum Start der Fla-Raketen und die Bereitschaftsstufen 1 bis 3) unterschieden, die die Zeit für die Einnahme der Gefechtsbereitschaft festlegten.

### Funktechnische Truppen
Die Funktechnischen Truppen der NVA waren in Zusammenarbeit mit GSSD-Einheiten das ganze Jahr zu jeder Tageszeit für die Überwachung des Luftraums zuständig und sollten Annäherungen von NATO-Kampfflugzeugen zeitgerecht für eine Alarmierung der Kampfverbände melden.
Die Überwachung an der Grenze zur Bundesrepublik Deutschland und im Bereich der Ostsee bis auf eine Höhenuntergrenze von 100 bis 200 Metern war durch eine entsprechende Verteilung von Posten sichergestellt. Um tiefer anfliegende Luftfahrzeuge orten zu können, war eine Unterstützung durch visuelle Luftraumbeobachtung vorgesehen. Hierzu wurden auch die Posten der Grenztruppen der DDR herangezogen. Die Reaktionszeit von deren Erstbeobachtung bis zur Meldung an eine Funktechnische Kompanie betrug 3 bis 4 Minuten.

### Auswirkungen auf das Personal
Das DHS stellte für das eingesetzte Personal aufgrund der erforderlichen hohen Verfügbarkeit eine große Belastung dar, die auch den privaten Bereich beeinträchtigte. Als Kompensationsmaßnahme waren im DHS dienstleistende Armeeangehörige zulagenberechtigt.
Eine Erhöhung des Verantwortungsbewusstseins sollte durch entsprechende politisch-ideologische Erziehungsarbeit gefördert werden.

## Weitere DHS
Als DHS wurden auch die ständigen Bereitschaftsdienste der Volkspolizei in den Revieren und Wachen, der operativen Einheiten des Ministeriums für Staatssicherheit und der Zivilverteidigung, insbesondere der Feuerwehren in den Brandwachen, bezeichnet.